# 궈바차이

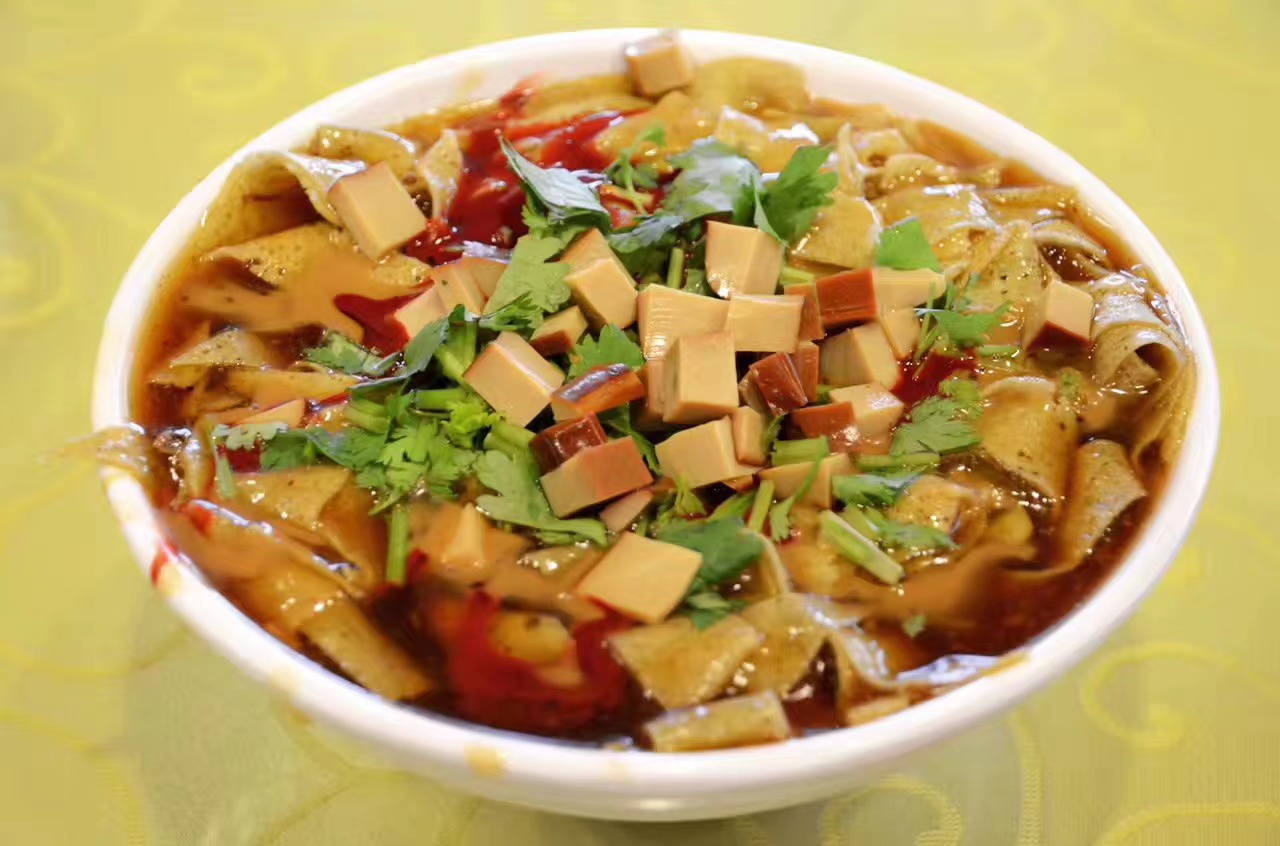
궈바차이

궈바차이(중국어: 锅巴菜)는 톈진의 특색 음식이다. 톈진 사람은 꽈빠차이(嘎巴菜)라고 발음한다. 이름과는 달리 누룽지와 채소는 전혀 상관이 없고, 녹두·좁쌀로 만든 전병을 길고 넓게 잘라 그릇 안에 넣어서 소금, 참깨로 만든 장, 샹차이(香菜)를 넣고 먹는 음식이다. 소금은 순두부(豆腐花 혹은 豆腐脑)를 사용하여 짠맛과 비슷하고 맛도 괜찮다. 다만 전병은 울퉁불퉁한 것이 매끄럽지 못하다.

## 같이 보기
- 톈진 요리
- 젠빙궈쯔
- 훈툰